# DKW Munga

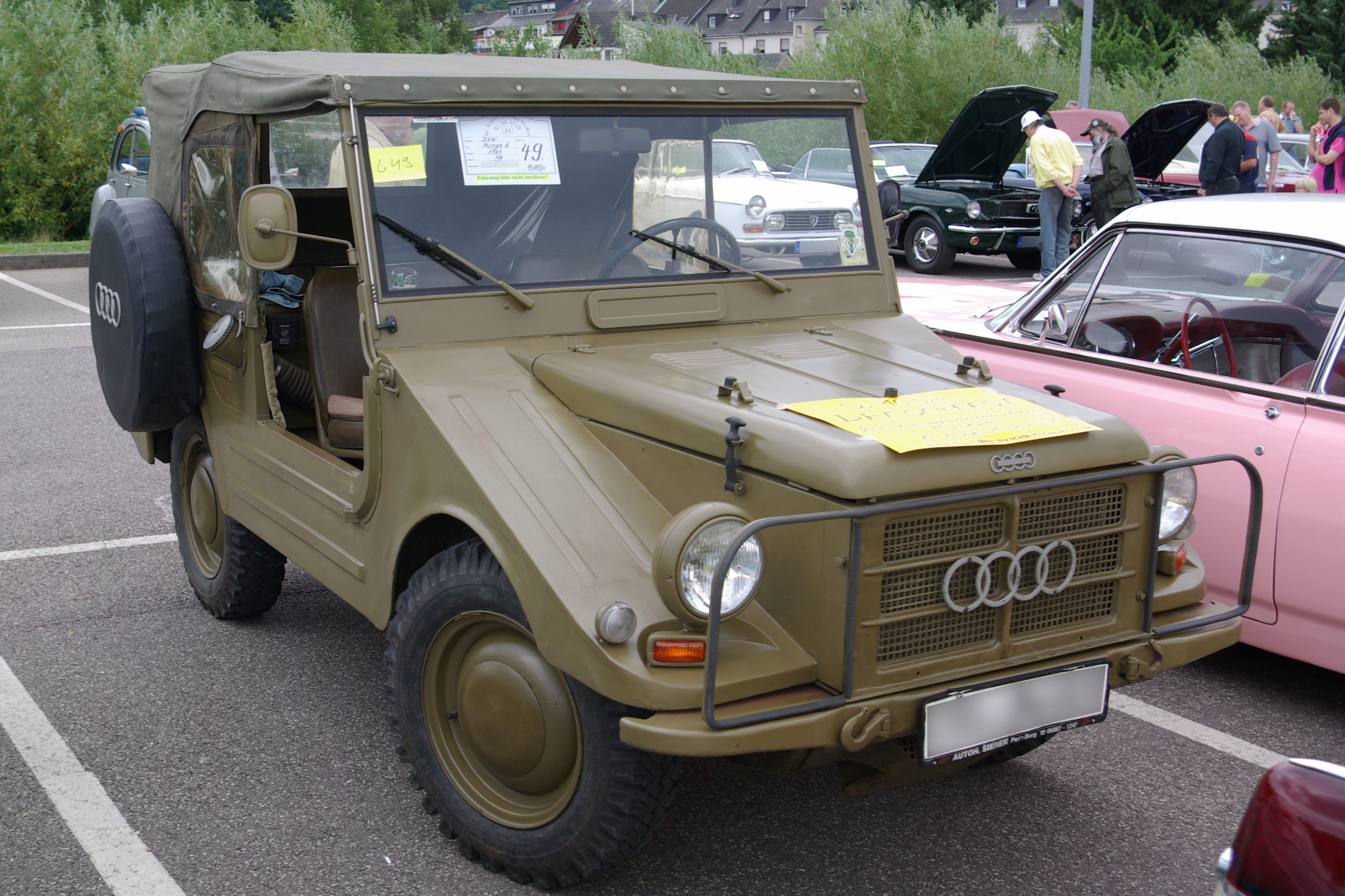
Munga 6.

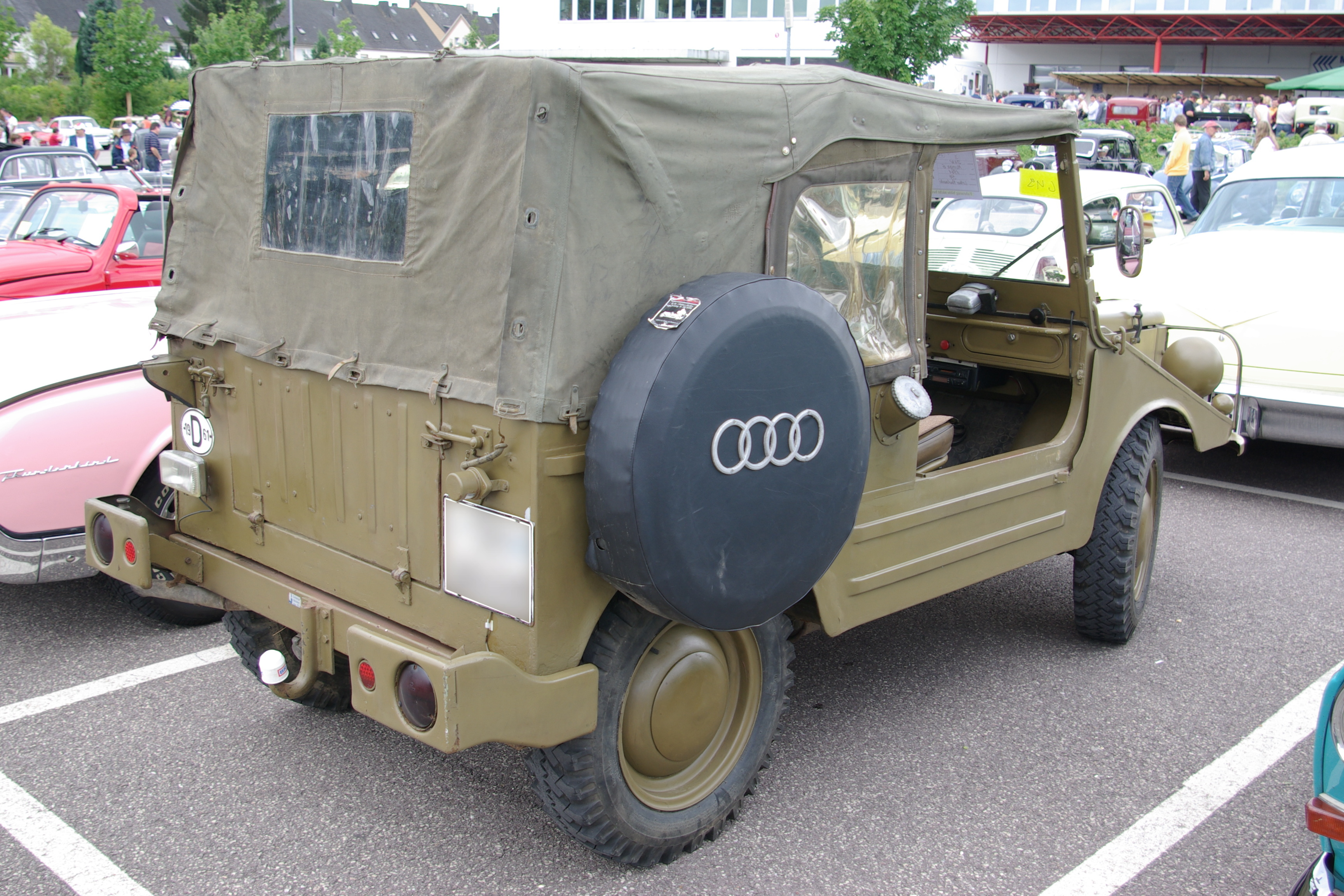
Munga 6.

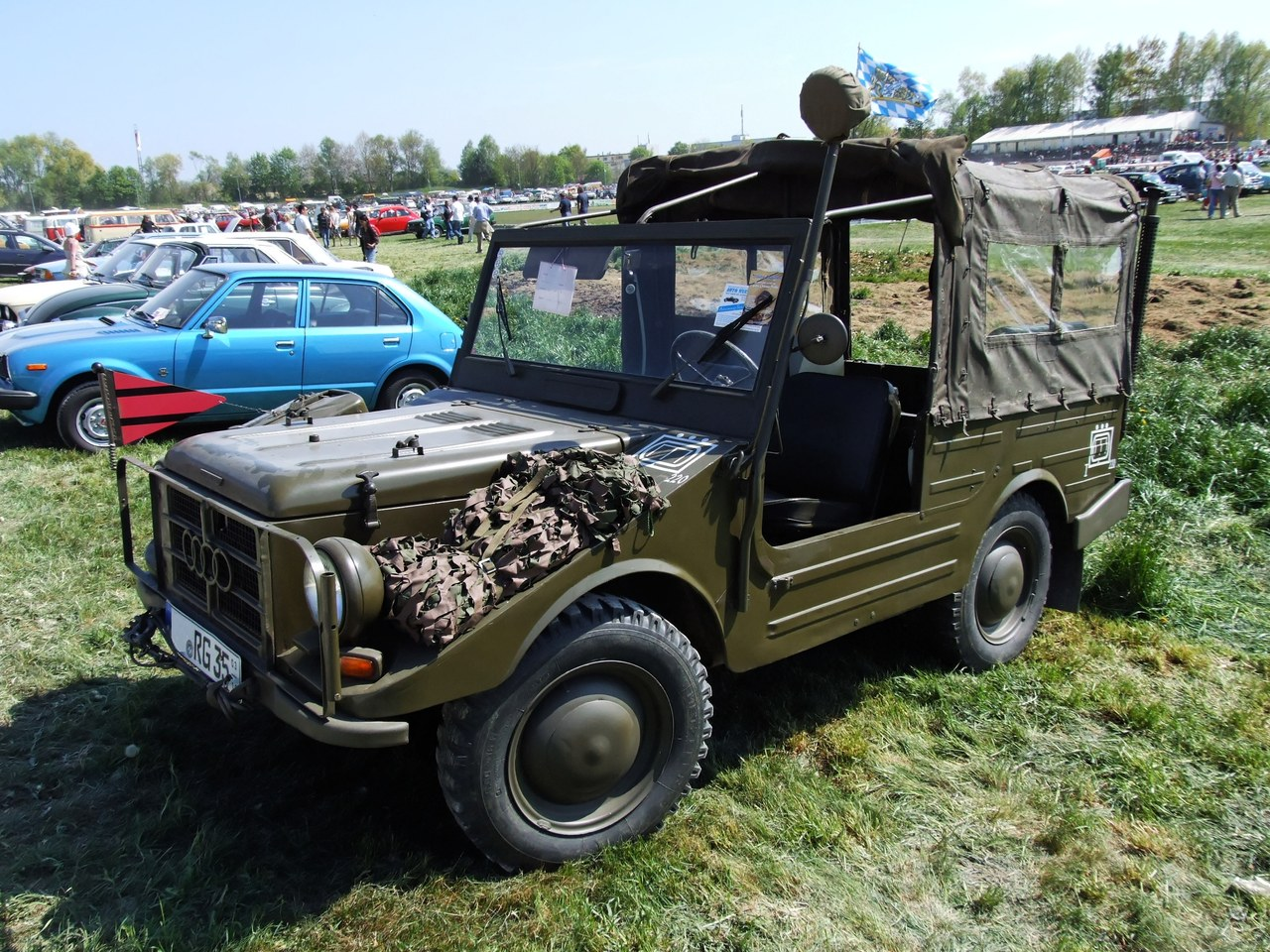
1963 Munga 8.

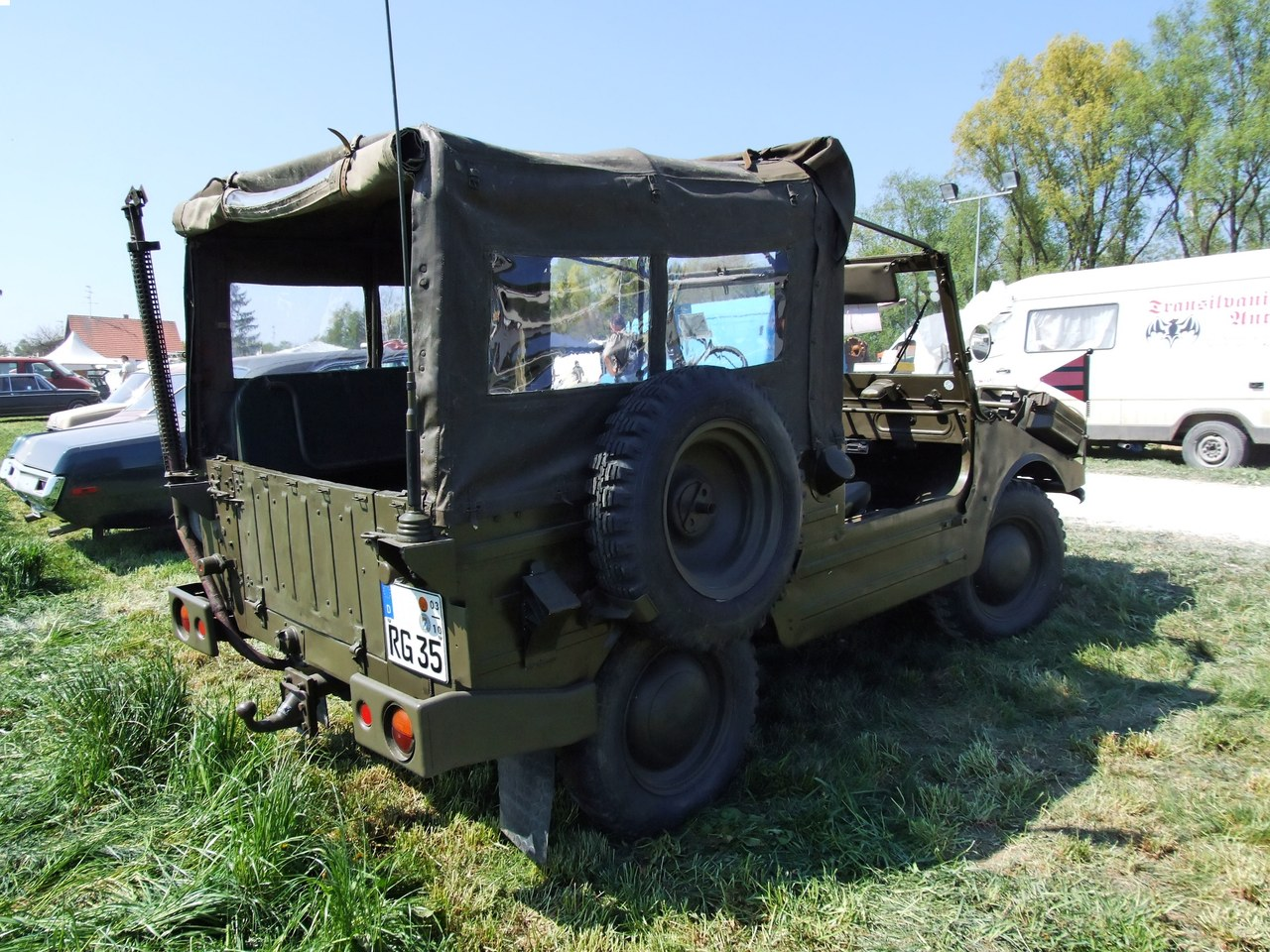
1963 Munga 8.

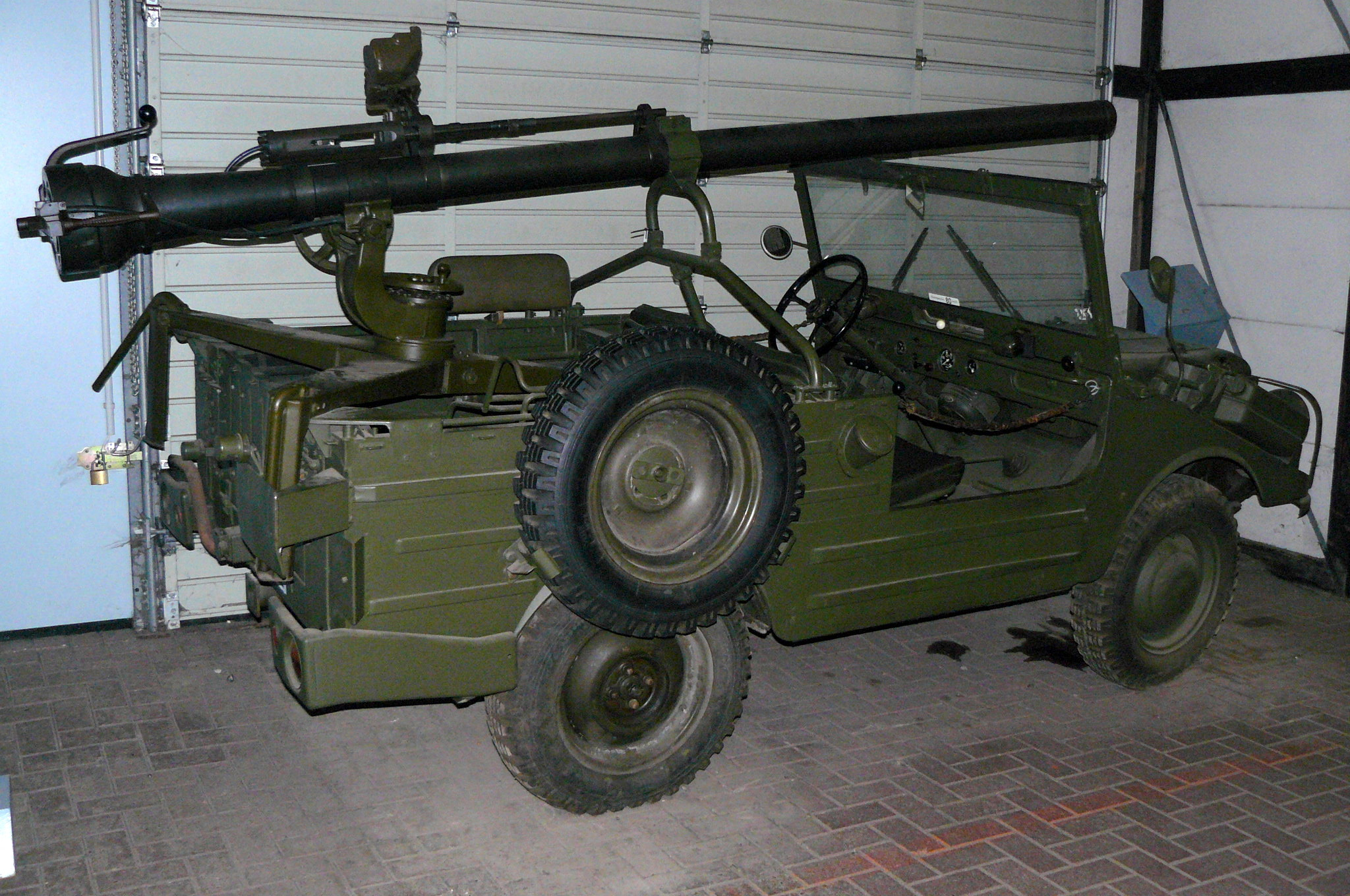
Munga met M 40 terugslagloze vuurmond. Gezien in het Pantsermuseum Munster.

De DKW Munga is een lichte terreinauto die werd geproduceerd door Auto-Union onder het merk DKW. Munga was een afkorting van Mehrzweck UNiversal-Geländewagen mit Allradantrieb.

## Algemeen
De Munga werd tussen oktober 1956 en december 1968 in serie gebouwd bij Auto-Union in Ingolstadt. Hij werd in 1957 aan het publiek voorgesteld op de 38ste Internationale Automobilausstellung te Frankfurt.
De verkoopprijs van de civiele versie bedroeg in 1958 rond DM 7.800 en in 1968 rond DM 12.500. Er werden ongeveer 46.750 stuks gefabriceerd, in drie carrosserievarianten. Daarnaast werd de auto in losse onderdelen (complete knocked down) af fabriek geleverd om vervolgens door de afnemer zelf te worden geassembleerd.
In Brazilië werd de Munga 4 door de firma Vemag geïmporteerd en verkocht onder de naam Candango.

## Uitvoeringen
De Munga werd in drie varianten geleverd:
- vierzits carrosserie Munga 4 "Wannenaufbau" (personenwagen)
- zeszits carrosserie Munga 6 "Pritschenaufbau" (vrachtwagen met laadbak)
- achtzits carrosserie Munga 8 "Verlängerte Pritsche" (vrachtauto met verlengde laadbak)

## Toepassing
In toenmalig West-Duitsland was de Munga in gebruik bij de Bundeswehr, de politie, de grenspolitie en de "Luftschutzhilfsdienst".
De Munga werd ook gebruikt door de Nederlandse Koninklijke Landmacht en de Koninklijke Marechaussee, destijds onderdeel van de Koninklijke Landmacht. Meer dan 2100 stuks van het Type 4 zijn geleverd.

De Munga was in 1962 bij de Koninklijke Landmacht ingevoerd als opvolger van de Nekaf Jeep maar gaf dermate veel problemen dat al in 1970 besloten werd de Munga's vervroegd af te voeren naar de mobilisatiecomplexen. Ze werden omgeruild voor Nekaf Jeeps die daartoe uit de MOB-complexen werden gehaald en over het algemeen in een betere technische conditie verkeerden.
De Franse en Britse bezettingsmachten in West-Duitsland maakten in hun respectievelijke zones ook gebruik van de Munga. Verder zijn veel Munga's geëxporteerd naar landen in Zuid-Amerika. Tussen midden jaren zestig en midden jaren tachtig zijn de voertuigen gefaseerd uit dienst gesteld bij bovengenoemde instanties en veelal verkocht naar de burgermaatschappij, in Nederland via de Dienst Domeinen.
De Munga werd ook in een civiele versie verkocht. Ongeveer 10% van de totale productie vond zijn weg naar de burgermaatschappij in Duitsland en andere landen.

## Technische gegevens

### Motor
Bij de introductie in 1956 was de Munga uitgerust met een 40 pk sterke 900 cm³ driecilinder tweetaktmotor die ook in de personenauto's van DKW/Auto-Union gebruikt werd. In 1959 werd deze vervangen door een 1000 cm³ driecilinder tweetaktmotor met 44 pk.

### Transmissie
De auto is uitgerust met een versnellingsbak met vier versnellingen vooruit en een achteruit. Door toepassing van een extra reductiebak kunnen deze versnellingen in hoge of lage gearing gebruikt worden en heeft het voertuig acht versnellingen vooruit en twee achteruit. De Munga is voorzien van permanente vierwielaandrijving.

### Elektrische installatie
De militaire uitvoering heeft 24 volt boordspanning. Het nadeel hiervan is dat de hierdoor noodzakelijke 24 volt startmotor en het ontstekingssysteem aanmerkelijk duurder zijn. Ook dienen er twee - in serie-geschakelde - 12 volt-accu's te worden gebruikt waardoor het voertuig een hoger leeggewicht heeft.
 De civiele- en exportuitvoering hebben 12 volt boordspanning.

### Gewicht
Munga's zijn in Duitsland type-goedgekeurd als personenauto of vrachtauto. Al naargelang de aard zijn de verschillen in leeggewicht aanzienlijk; dit varieert tussen 1060 en 1315 kg. Het wettelijk toegestane totale voertuiggewicht varieert tussen 1450 en 1885 kg. Het laadvermogen bedraagt dus 390 - 570 kg.

### Prestaties
- Topsnelheid: 98 km/u
- Laagst mogelijke snelheid in "kruipversnelling": 3 km/u[6]
- Max. klimvermogen: 70%
- Waadvermogen: 50 cm.

## Huidige populariteit
Net als de Volkswagen Type 181 heeft de DKW Munga het imago van een cult-klassieker.

Van de 6.000 Munga's die in Duitsland in 1986 op een civiel kenteken waren geregistreerd waren er op 1 januari 2009 nog 1.000 over. Jaarlijks vermindert het bestand met zo'n 5-10%.

In 2009 waren in Nederland en Italië elk nog zo'n 100 stuks met kentekenbewijs, in Oostenrijk circa 130 stuks.